# Валя-Адынкэ (заповедник)
«Ва́ля-Ады́нкэ» (рум. Rezervația peisagistică Valea Adîncă, в дословном переводе — «Глубокая долина») — ландшафтный заповедник, природоохранная зона Молдавии, находящийся вблизи села Валя-Адынкэ Каменского района в Приднестровье. Площадь 214 га, находится в ведении Рыбницкого гослесхоза (107 га) и агропредприятия «им. 70-лет Октября» (107 га).

## Описание
В заповеднике три крутых ущелья, в которых высота стен достигает 180 метров. Одно из ущелий покрыто лесом и открывается в реке Днестр, у села Рашков. Также здесь находятся скалы, в которых образовались пещеры, большинство недоступные без специального снаряжения. Сохранился состав местной флоры: дуб, ясень, клён, липа, скерда, бессмертник песчаный, колокольчик, гвоздика. На скалах развиты скалистые травы. Дно ущелий лишено воды, так как вся вода утекает в пещеры.